# Linha Sul da Fepasa

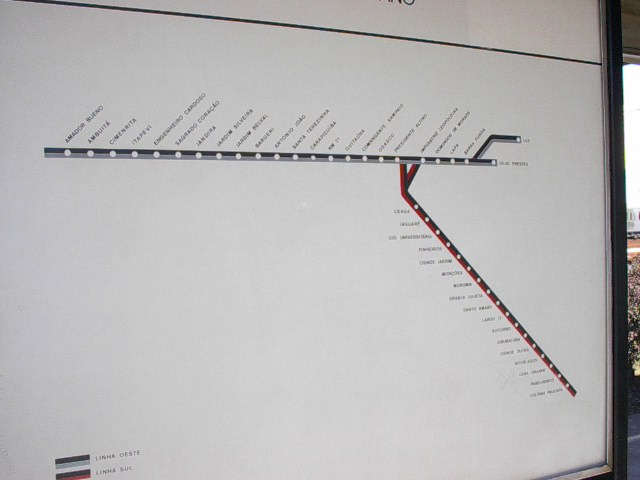
Mapa da linha feito pela FEPASA em meados década de 1970, que ainda estava na Estação Presidente Altino em 2003, já sob a gestão da CPTM.

A Linha Sul da Fepasa, também conhecida como Ramal de Pinheiros ou Ramal de Jurubatuba, foi uma linha ferroviária criada no início dos anos 1970, no lugar do antigo Ramal Sul da Estrada de Ferro Sorocabana. Em 1996, a Linha Sul foi incorporada pela CPTM, tendo sido rebatizada como Linha C–Celeste, e posteriormente como Linha 9–Esmeralda, nome conservado até os dias atuais.

## História
O ramal foi projetado pela Sorocabana, para encurtar a distância entre o centro de São Paulo e Santos, tendo sido construído entre 1952 e 1957, interligado ao ramal Mairinque-Santos. Originalmente, os trens que atendiam a Linha Sul saíam da Estação Júlio Prestes, no centro de São Paulo, e iam até o extremo sul na Estação Evangelista de Souza, no entroncamento com a Mairinque-Santos. O ramal continha diversas paradas intermediárias, muitas desativadas ao longo dos anos 1970.

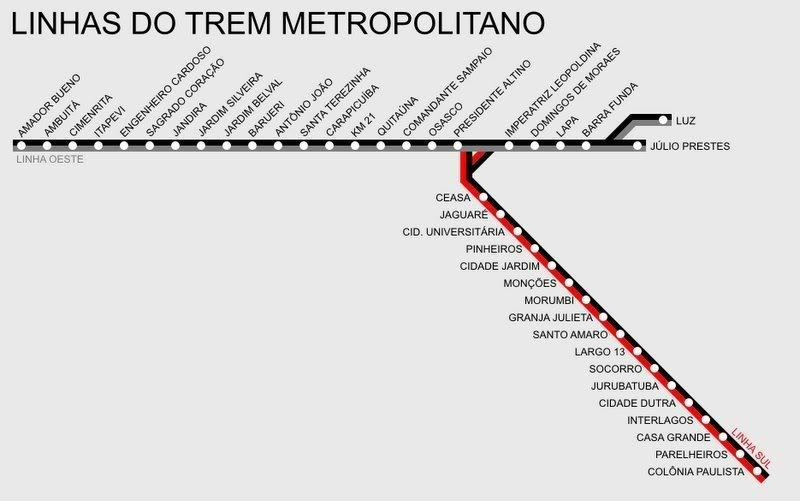
Mapa das linhas do trem metropolitano da Fepasa na década de 1970.

Com a criação da Fepasa, em 1971, o governo do estado de São Paulo iniciou um programa de remodelação do sistema de trens de subúrbio da antiga Sorocabana, por meio da criação da divisão Fepasa-DRM. O ramal entrou em obras de remodelação a partir de 1974, e os serviços de subúrbio da linha foram interrompidos em 1979, sendo retomados em 4 de abril de 1981, com a reforma de algumas das estações da linha. Essa reforma ocorreu com atraso de um ano e meio, pois estava prevista para ser entregue em novembro de 1979, mas foi adiada para a Fepasa dar prioridade à reformulação da Linha Oeste. A partir de então, o início do ramal passou a ser a Estação Osasco, ao invés da Júlio Prestes. O ramal reformulado atendia apenas as estações Osasco, Presidente Altino, Ceasa, Jaguaré, Cidade Universitária e Pinheiros. A partir de Pinheiros, apenas o transporte de carga seguia sendo feito em direção a Evangelista de Souza.
Para a nova operação foram disponibilizados novos trens com doze vagões cada, que circulariam em 42 horários das 4h30 às 22h30, sendo três composições por hora nos horários de pico e duas por hora em outros horários. A Fepasa previa utilizar um sistema automatizado de controle no trecho, mas no início ele foi operado com sistema de licenciamento, baseado em bastões de staff, daí a baixa frequência dos trens. A bitola do trecho foi alargada para 1,6 metro, e a linha foi duplicada — por causa disso todas as estações originais, à exceção de Jurubatuba, foram demolidas. O custo total da reformulação foi de 1,3 bilhão de cruzeiros.
Com poucas estações no percurso, a linha apresentava inicialmente baixo movimento: mais de um ano após a reinauguração, diariamente cerca de dez mil passageiros usavam a linha, contra 190 mil na Linha Oeste, que ia de Júlio Prestes a Amador Bueno. Na época da reinauguração da linha, a Fepasa já demonstrava desconhecer a demanda do trecho, segundo um porta-voz da empresa entrevistado pelo jornal Folha de S.Paulo em março de 1981: "Não podemos falar da demanda, mas, certamente, esses trens de subúrbio serão usados pelos estudantes da Cidade Universitária e pelo pessoal que mora na região oeste da área metropolitana e trabalha próximo ao Ceagesp ou ao Jaguaré.
Apesar de a Fepasa ter anunciado que o restante da linha, até a Estação Jurubatuba, seria entregue até 1985, apenas em 25 de janeiro de 1986 foi incorporada ao sistema a Estação Largo 13, hoje rebatizada de Santo Amaro. Jurubatuba só seria reinaugurada em 14 de março de 1987, depois de ficar desativada por quase uma década.
Quando a Fepasa colocou os mapas nas estações reformadas, eles continham diversas estações que só seriam construídas depois que a linha foi incorporada pela CPTM, em 1996. Entre Pinheiros e Largo 13 (que já constava no mapa desde bem antes de sua inauguração) havia Cidade Jardim, Monções, Morumbi, Granja Julieta e Santo Amaro. Algumas delas seriam construídas pela CPTM, outras nunca saíram do papel. A Fepasa também previa nessa época que o início do ramal fosse na Estação Carapicuíba, com a construção de uma linha paralela ao ramal oeste, algo que também nunca ocorreu.

## Estações
| Estação                     | Município | Observações |
| --------------------------- | --------- | --- |
| Osasco                      | Osasco    | Reconstruídas e reinauguradas em 25 de janeiro de 1979                                                                                           |
| Presidente Altino           | Osasco    | Reconstruídas e reinauguradas em 25 de janeiro de 1979                                                                                           |
| Estação Universidade        | São Paulo | Desativada e demolida em 1979 |
| Ceasa                       | São Paulo | Inaugurada em 4 de abril de 1981 |
| Parada Jaguaré              | São Paulo | Desativada em 17 de julho de 1976 |
| Jaguaré                     | São Paulo | Inaugurada em 4 de abril de 1981 |
| Parada Sears                | São Paulo | Desativada em 17 de julho de 1976 |
| Parada Cidade Universitária | São Paulo | Desativada e demolida nos anos 1970 |
| Cidade Universitária        | São Paulo | Inaugurada em 4 de abril de 1981 |
| Pinheiros                   | São Paulo | Reconstruída e reinaugurada em 4 de abril de 1981; fim do ramal até 1986                                                                         |
| Parada Traição              | São Paulo | Desativadas em 17 de julho de 1976 |
| Morumbi                     | São Paulo | Desativadas em 17 de julho de 1976 |
| Parada Brooklyn             | São Paulo | Desativadas em 17 de julho de 1976 |
| Parada Monark               | São Paulo | Desativada nos anos 1970 |
| Santo Amaro                 | São Paulo | Demolida na segunda metade dos anos 1970 |
| Parada Penha                | São Paulo | Também conhecida como Penhinha, foi desativada em 17 de julho de 1976                                                                            |
| Largo Treze                 | São Paulo | Inaugurada em 26 de janeiro de 1986; renomeada como Santo Amaro em 20 de outubro de 2002 pela CPTM                                               |
| Socorro                     | São Paulo | Desativada em 17 de julho de 1976 |
| Jurubatuba                  | São Paulo | Desativada nos anos 1970, foi reinaugurada em 14 de março de 1987                                                                                |
| Cidade Dutra                | São Paulo | Desativada na segunda metade dos anos 1970; é a única estação do ramal original que continua de pé                                               |
| Parada São Bernardo         | São Paulo | Desativada em 17 de novembro de 1976 |
| Interlagos                  | São Paulo | Desativada na segunda metade dos anos 1970 |
| Grajaú                      | São Paulo | Inaugurada em 26 de setembro de 1992 como parte da extensão operacional da linha; reconstruída e reinaugurada em 21 de abril de 2008 pela CPTM   |
| Varginha                    | São Paulo | Inaugurada em 26 de setembro de 1992 como parte da extensão operacional da linha; reconstruída e reinaugurada em 27 de janeiro de 2025 pela CPTM |
| Casa Grande                 | São Paulo | Desativada nos anos 1970 |
| Colônia                     | São Paulo | Desativada na segunda metade dos anos 1970 |
| Barragem                    | São Paulo | Demolida na segunda metade dos anos 1970 |
| Evangelista de Souza        | São Paulo | Final do ramal até ser desativada, na segunda metade dos anos 1970                                                                               |